# Vincent Auriol

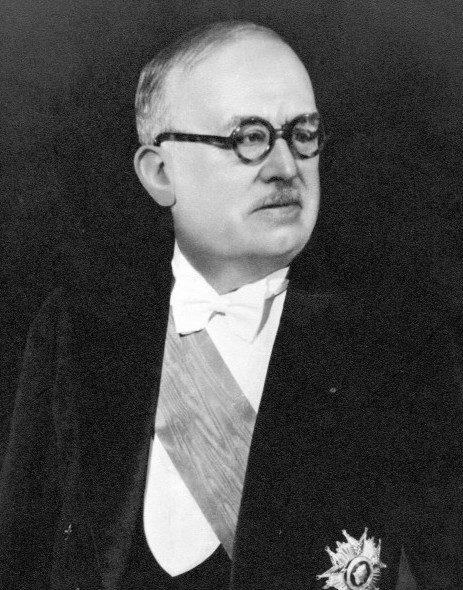
Vincent Auriol (1947)

Vincent Auriol (* 27. August 1884 in Revel, Département Haute-Garonne; † 1. Januar 1966 in Paris) war ein französischer Staatsmann und sozialistischer Politiker. Er war von 1947 bis 1954 der 16. Präsident der Französischen Republik bzw. der erste Präsident der Vierten Republik und der Französischen Union, die bis 1958 Bestand hatte.

## Leben
Nach dem Studium der Rechtswissenschaft, Philosophie und Politikwissenschaft ließ sich der Sohn eines Bäckers in Toulouse als Rechtsanwalt nieder und war auch journalistisch tätig. 1904 wurde er Mitglied der Fédération socialiste (später SFIO) und 1914 deren Abgeordneter für das Département Haute-Garonne. Von 1919 bis 1936 war er Sekretär der sozialistischen Kammerfraktion. Sein Name ist eng mit jenem von Léon Blum verbunden, der 1936 nach dem Wahlsieg der Linken Ministerpräsident der Regierung des Front populaire (Regierung Blum I) wurde, in der 1936/37 Auriol dem Finanzministerium vorstand. Er reformierte damals die Banque de France und wurde 1937 Justizminister.

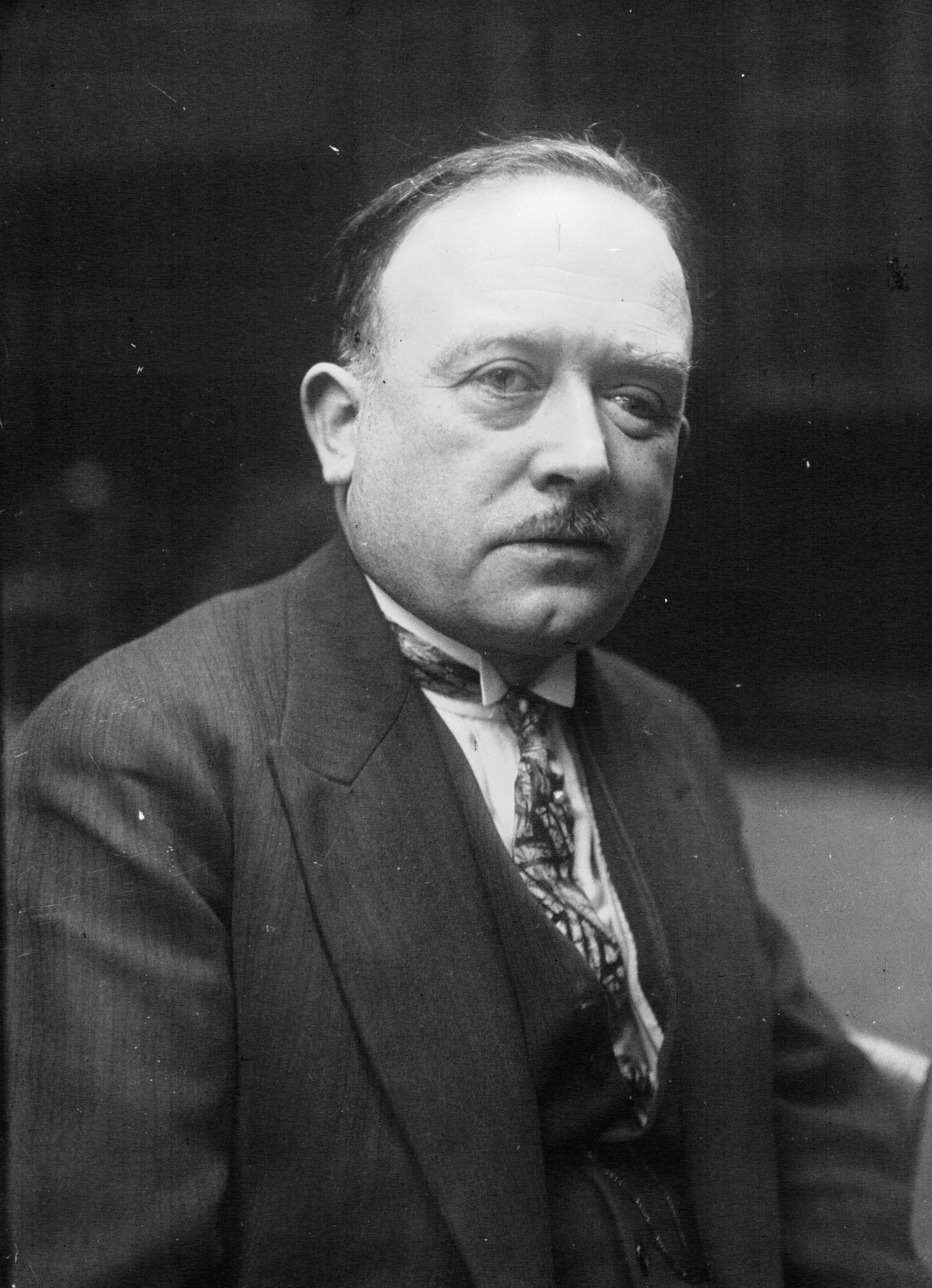
Vincent Auriol (1927)

1940 sprach er sich nach dem Westfeldzug und der militärischen Niederlage Frankreichs gegen die Kapitulation aus und votierte gegen die Ermächtigung von Marschall Pétain, als „Chef de l’État français“ in Vichy das vollständig von der Besatzungsmacht abhängige, autoritäre Vichy-Regime zu errichten. Auriol wurde – ebenso wie Blum, der später nach Deutschland deportiert wurde – zunächst interniert, schloss sich der Résistance an und entkam 1943 zu de Gaulle, dem Chef des Freien Frankreich in London.
1943 und 1944 gehörte Auriol der provisorischen Nationalversammlung in Algier und – nach der Befreiung von Paris – in Paris an. 1945 wurde er Staatsminister und stellvertretender Ministerpräsident unter General de Gaulle. Er vertrat Frankreich bei den Vereinten Nationen und wurde im Januar 1946 Präsident der konstituierenden Nationalversammlung.
Nach Inkrafttreten der neuen Verfassung – deren erster Entwurf in einer Volksabstimmung verworfen worden war – wurde Vincent Auriol am 16. Januar 1947 von den beiden Parlamentskammern im ersten Wahlgang mit den Stimmen der Linksparteien zum ersten Präsidenten der Vierten Republik und der (nach dem Vorbild des britischen Commonwealth of Nations neu geschaffenen) „Union française“ gewählt. Sein unterlegener konservativer Konkurrent war Auguste Champetier de Ribes (1882–1947). Noch im Jahr 1947 erzwang Auriol den Ausschluss der Kommunisten unter Maurice Thorez aus der Koalitionsregierung des Sozialisten Paul Ramadier. Nach den Verlusten der zerstrittenen Linken bei den Parlamentswahlen am 17. Juni 1951 berief er konservative Politiker wie Antoine Pinay und Joseph Laniel an die Spitze der Regierung, doch gelang es ihm nicht, die oppositionellen Gaullisten zur Mitarbeit zu gewinnen. 
Im Kalten Krieg verfolgte er konsequent die außenpolitische Ausrichtung der Vierten Republik am Kurs der USA und Großbritanniens gegenüber dem Ostblock und plädierte für eine Politik der Stärke gegenüber den Unabhängigkeitsbewegungen in den Ex-Kolonien, die nunmehr den Status „assoziierter“ Gebiete oder Staaten hatten. 1949 spielte er eine entscheidende Rolle bei der Wiedereinsetzung des vietnamesischen Kaisers Bảo Đại (der 1945 abgedankt hatte), obwohl die französischen Sozialisten anfangs die von Ho Chi Minh gebildete kommunistisch-nationalistische Regierung unterstützt hatten. 1953 akzeptierte Auriol die Verbannung des marokkanischen Sultans (und späteren Königs) Mohammed V. durch den französischen Generalresidenten Marschall Alphonse Juin.
Auriol sprach sich gegen die – von der französischen Parlamentsmehrheit letztlich abgelehnte – Europäische Verteidigungsgemeinschaft EVG und die deutsche Wiederbewaffnung aus. Nach dem Ende seiner siebenjährigen Amtszeit (Septennat) lehnte er das an ihn gerichtete Ersuchen der Sozialisten ab, für eine Wiederwahl zur Verfügung zu stehen. Sein gemäßigt konservativer Nachfolger René Coty wurde nach einer siebentägigen chaotischen Wahl erst im 13. Durchgang gekürt.
1959 verließ Auriol die von seinem Widersacher Guy Mollet angeführte Sozialistische Partei im Streit um deren Entscheidung zur Tolerierung der Regierung General de Gaulles und Mitwirkung an der Errichtung der Fünften Republik. 1960 schied er unter Protest aus dem Verfassungsrat (Conseil constitutionnel) aus, dem er als ehemaliges Staatsoberhaupt automatisch angehörte, weil er die Verfassungsentwicklung unter de Gaulle strikt ablehnte. Auriol war ein entschiedener Gegner der Einführung der Volkswahl des Staatspräsidenten.

## Auszeichnungen
- Großkreuz der Ehrenlegion
- Médaille de la Résistance
- Croix du combattant volontaire de la Résistance (Kreuz für freiwillige Widerstandskämpfer)
- 32 Großkreuze von Nationalorden

### Biographie
- Jean Pierre Cuvillier, Vincent Auriol et les finances publiques du Front populaire ou l'alternative du contrôle et de la liberté (1933–1939). Toulouse : Publications de l'Université de Toulouse-Le Mirail, 1978. XIX–124 Seiten ; CHEFF BH B 0618